# Peucetia striata
Peucetia striata är en spindelart som beskrevs av Karsch 1878. Peucetia striata ingår i släktet Peucetia och familjen lospindlar. Inga underarter finns listade i Catalogue of Life.